# Duktilita

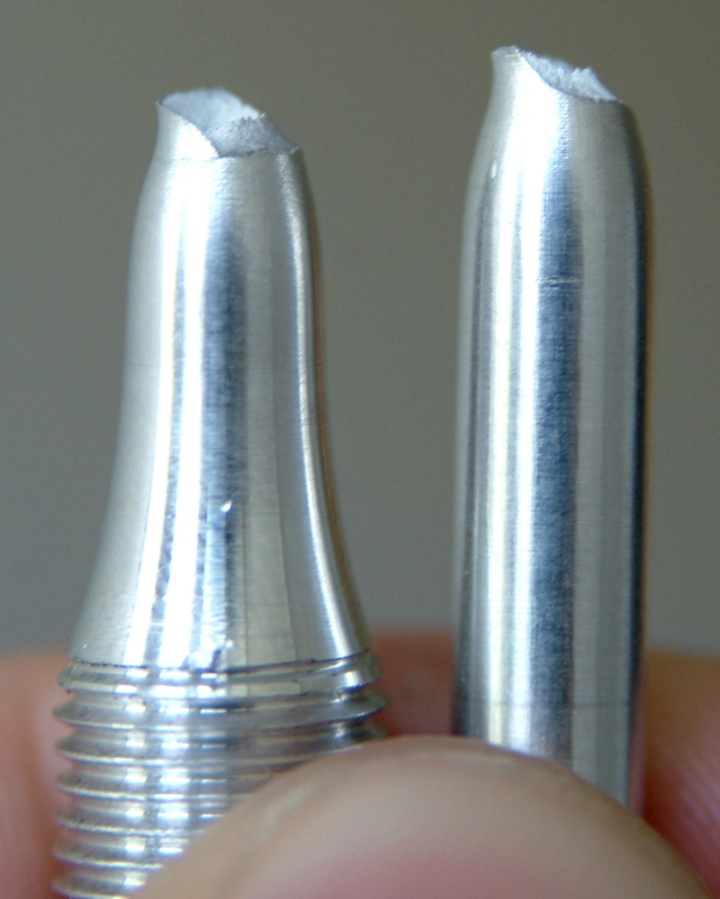
Zkouška tahem slitiny hliníku s hořčíkem a křemíkem (jedna z variant duralové slitiny hliníku).

Duktilita nebo také tažnost či houževnatost je materiálová vlastnost popisující schopnost plastického přetváření před dosažením meze pevnosti. Duktilita konstrukce je definována jako schopnost konstrukce jako celku přenášet zatížení a pohlcovat energii v postelastickém stavu, pokud je vystavena cyklickým deformacím během zemětřesení.[zdroj⁠?!] Duktilita konstrukce je důležitý faktor při navrhování konstrukcí odolných proti účinkům zemětřesení. Výpočet duktility konstrukce je možný s využitím metod nelineární mechaniky pomocí např. přímé integrace akcelerogramu.